# Kazimír Gajdoš
Kazimír Gajdoš (28. března 1934 – 8. listopadu 2016) byl slovenský fotbalista, československý reprezentant a účastník dvou mistrovství světa, roku 1954 ve Švýcarsku a roku 1958 ve Švédsku (ani na jednom však nenastoupil). Za československou reprezentaci odehrál 4 zápasy. V lize hrál za Tatran Prešov a Inter Bratislava.